# Месопотамська кухня
Месопотамська кухня — кухня насамперед населення Вавилонії, що сформувалася на основі шумерських і аккадаських кулінарних традицій. Вплинула на кухні Ассирії, Еламу та Передньої Азії. Основні відомостями містяться в клинописах «Месопотамського кулінарного трактату» (1730 - 1700 року до н.е.), знайденого 1995 року.

## Загальна характеристика
Система харчування була тісно пов'язана з господарською діяльністю людей. Перевага віддавалася рослинній їжі. Основним продуктом був ячмінь, але також вживали просо, пшеницю, жито, полбу. Ще однією важливою культурою був кунжут як джерело рослинної олії.
Циліндрична глиняна піч встановлювалася у дворі. Її топили пальмовим деревним вугіллям з кісточок фініків (заможні мешканці) або сухі відходи сільськогосподарського виробництва (бідні). Коли піч розжарюється, то всередину, на її гарячі стінки, приліплювали коржі з сирого тіста, а верхній отвір закривали глиняним горщиком.
Для приготування їжі використовували жаровні — легкі металеві пласкі коробки різних розмірів, з отворами з боків і знизу; всередину клали розпечені вугілля. При розкопках міста Ура знайшли плити для приготування їжі, що відносяться до XIX ст. до н. е.
давні мешканці Месопотамії використовували теракотові ступки для подрібнення спецій і кам'яний ручний млин для помелу ячменю і пшениці.

## Страви

### Перші
З сочевиці, квасолі і гороху частіше варили суп. Відомим був суп "пушрут" від застуди, який готували з пісного бульйону з цибулею-шалот, цибулею-порей і коріандром. 
Готували також ассирійський і червоний бульйони. Перший з телятини з додаванням порею, часнику і крові, другий — рубця з додавання жиру, цибулі, прянощів.
Цікавим був насичений суп "туху", який готувався з обсмаженої на овечому жиру баранині, де потім тушкувалися буряк, цибуля порей, шалот і часник. Потім додавалося темне пиво, а згодом дотушковувалося у воді.

### Хліб
Поширеним був круп'яної продукт, який їли як прісний хліб, можливо, у вигляді тонких дисків, розкатаних і випечених на гарячій поверхні. Згадується чотири види хліба. Перший — звичайні коржі з борошна грубого помелу, другий — «дріжджовий» хліб, третій — складний пиріг з начинкою (куркою або ягням) і четвертий були у вигляді кондитерського виробу, тіста, меду, топленого вершкового масла, кунжутної олії, молока і фруктів.
В коржі полюбляли загортати різні начинки з овочів, риби, м'яса, фруктів. З вареної пшениці та овочів готували страву на кшталт теперішньої табуле.

### Молочні
Вживали коров'яче, кобиляче, овече і козяче молоко, але, оскільки воно дуже швидко прокисає в теплому кліматі, його переважно використовували у вигляді масла, сиру, йогуртів.

### Рибні
З огляду на географічне розташування — наявність двох великих річко Тигр і Євфрат, вихід до Перської затоки, велике значення в харчування належало рибним стравам. Також рибу розводили в спеціальних ставках. В адміністративних документах III тис. до н. е. і часів III Вавилонської династії, згадується багато різних видів риб. В шумерському тексті 2000 року до н. е. детально описані зовнішній вигляд та спосіб життя окремих риб. Після каситського періоду (XII ст. до н. е.) рибу стали їсти менше, оскільки деякий час існувало якесь народне табу на вживання рибних страв. Нового піднесення використання риби набуло в нововавилонський період. Рибу засолювали у значній кількості

### М'ясні
Найбільше використовували свинину. У часи піднесення Шумеру свиней тримали в великих ґуртах. Баранину і дещо менш поширену яловичину їли на святах. Серед них відомо про страви баранина, тушкована з ягодами ялівця та зуканду (варено-тушкована баранина з кропом, морквою, жиром та сметаною).
Більше вживали козлятину. З ростом урбанізації Шумеру остання все менше застосовується при приготуванні страв. Ягнятина також була улюбленим м'ясом, в якої готувалося рагу, яке до сих пір широко поширене в Іраку — в рецепті м'ясо ягняти обсмажується в жирі з овечого хвоста, а потім готується з додаванням цибулі-порею, перського цибулі-шалоту, часнику, молока, води, сухих ячмінних коржів і солі. Улюбленим був своєрідний кебаб, де м'ясо готувалося з вином та спеціями.
Телятину більше вживали на півночі, а особливо конину (держава Марі й Ассирія). М'ясо в'ялили та солили.
Широко вживали м'ясо свійських птахів: спочатку гусей та курей, з I тис. до н. е. — курей. Найпопулярніші частини — це потрошки. Царі і жерці вживали дичину — качки, гусей, голубів, куріпок, газелій, зайців, онагрів, оленів. З куріпки відома страва замзагану, яку готували з коріннями, спеціями, фініками та курдючним жиром.

### Овочі і фрукти
Населення багато вживало нуту, огірків, моркви, ріпи, гарбузів, капусти, салату, цибулі, сочевиці. Делікатесом вважалася селера.
З фруктів їли яблука, гранати, фініки, айву, мушмулу і абрикоси.

### Солодощі
З фініків віджимати сік і згущували його. Утворювалася густа маса на кшталт сиропу, яку використовували як сучасний цукор. 
У значній кількості вживали мед, як самостійну страву, так в поєднанні з молоком, тістом. Вживали трюфелі, але переважно царі, члені їх родин, вище хрецтво.
Жителі Месопотамії першими почали готувати цукерки на кшталт драже з фініків або інжиру, меду та горіхів. Насіння анісу, коріандру, кмину та інших пряних трав заливали медом і зацукровували.

## Спеції
У кулінарії використовували сіль і прянощі, насамперед, аніс, кмин, шафран, коріандр, петрушку, гірчицю, часник і мангольд, а також рибний соус під назвою сікку. що нагадує давньоримський гарум.

## Алкоголь
З ячменю виготовляли пиво (нарахувалось 16 сортів), яке полюбляли практично усі верстви населення. Особливо популярним було темне пиво. У народі користувався популярністю напій сікера — ячмінний напій схожий на міцний квас або м'яке пиво. За часів Хаммурапі пивоварінням займалися переважно жінки.
З фініків виготовляли вино, яке було більш коштовним, тому вживалося правителями й знаттю. В Шумері було також поширено виноградне вино, яке імпортували. Для особистих урочистостей готували більш міцний напій на кшталт фінікової горілки.

## Вживання їжі
Перед їжею жителі Месопотамії мили руки в глиняних або мідних мисках або тазах, самі або за допомогою рабів. Іноді могли використовувати примітивне мило — жири, змішані з золою з певних трав. Його застосовували переважно після вживання їжі.
Використовували керамічні горщики, глечики, миски. Сиділи на низьких глиняних височинах за дерев'яним столом. Їли переважно руками. Більш заможні люди вживали їжу з кераміки, вкритої глазур'ю білого, блакитного або жовтого кольору, використовували кам'яний або мідний посуд.
Харчувалися зазвичай 4 рази на день: щільний сніданок, легкий обід, ґрунтовна вечеря і вечірня закуска. Після того, як всі члени сім'ї збиралися навколо столу, глава родини вимовляв молитву певним богам. Їжа ставилася на стіл переважно у великих загальних ємностях, звідки кожен міг взяти собі потрібну кількість. Під час застілля багатими містянами використовувалися серветки для рота.